# یئونهوی-دونگ (اینچئون)
یئونهوی-دونگ (اینچئون) (به لاتین: Yeonhui-dong) یک منطقهٔ مسکونی در کره جنوبی است که در ناحیه سئو واقع شده‌است. یئونهوی-دونگ ۱۱٫۹ کیلومتر مربع مساحت و ۴۶٬۵۸۳ نفر جمعیت دارد.